# Stenyxa

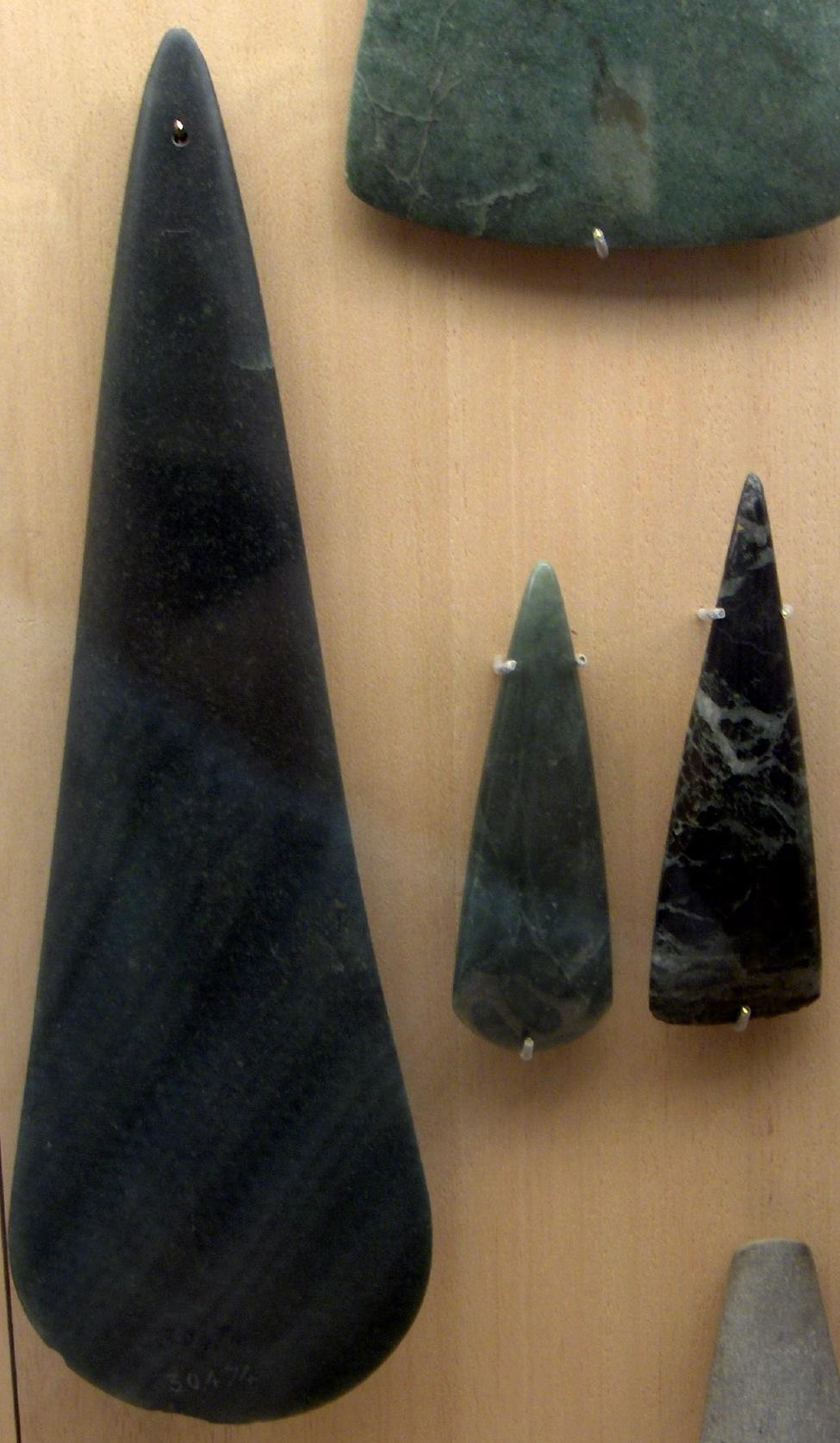
Neolitiska stenyxor från musée des antiquités nationales, Saint-Germain-en-Laye i Frankrike.

En stenyxa är en yxa tillverkad under stenåldern av till exempel flinta eller diabas. Det finns olika typer av yxor, och de flesta typer förekommer under en speciell period eller en viss kultur, men en del typer är vanliga under längre tidsspann och flera kulturer.

## Paleolitiska yxor

### Handkil
Handkilen kallas i äldre litteratur ofta handyxa. Då den inte varit skaftad och därmed egentligen inte är någon yxa kallas den idag vanligen handkil. Handkilen är ett från två sidor grovt tillhugget päronformat stenredskap med jämnt avsmalnande spets och brett handtag. Handkil är en vanlig ledartefakt hos många olika kulturer främst under paleolitikum. I Sverige förekommer inga handkilar, även om förarbeten till flintdolkar under 1800-talet ibland kommit att misstas för sådana.

## Mesolitiska yxor

### Skivyxa
Skivyxan är en yxtyp som är tillverkad av ett kraftigt avslag, vars egg har utnyttjats till den breda yxeggen. Slitspårsanalyser visar att skivyxor troligen användes till skinnberedning och inte träarbete eller andra sysslor. Det finns inga arkeologiska fynd av skaftade skivyxor. Det är därför osäkert om de s.k. skivyxorna verkligen använts skaftade.

### Kärnyxa
Kärnyxan är en grovt tillslagen, oslipad yxa av flinta eller annan hård bergart med spetsig nacke och bredden ofta störst mot eggen. Kärnyxan förekom under mesolitikum eller äldre stenålder.

### Lihultsyxa
Lihultsyxan (Norska Nøstvetyxa) är en grovt tillslagen yxa av grönsten. Eggen är slipad och på nacken finns spår av tillslagningen. Den är karakteristisk för västra Sverige, södra Norge och särskilt i Oslofjorden under senare delen av äldre stenålder. Förekommer ofta tillsammans med kärnyxor, spånskrapor, borrar, handtagskärnor och koniska kärnor av flinta. Detta fyndsammanhang kallas ibland Lihultskulturen.
Yxor från Norge av denna typ kallas även Nöstvetyxor.

### Limhamnsyxa
Limhamnsyxan är en senmesolitisk bergartsyxa med linsartat tvärsnitt. Endast främre delen och eggen är fint slipad, bakre delen är grovt tillhuggen. Förekommer i Erteböllekulturens slutskede. Finns i södra Sverige och på Själland i Danmark.

## Neolitiska yxtyper

### Spetsnackig yxa
Den spetsnackiga yxan är den äldsta formen av flintyxa under trattbägarkulturen. Yxan har inledningsvis ett spetsovalt tvärsnitt och liknar mycket äldre stenålderns kärnyxa, men fick med tiden markanta smalsidor. Från början var de oslipade eller bara delvis slipade, men blev senare slipade över hela ytan. Grovt sett tillhör de tiden 3950–3700 f.Kr. samt förekommer i Danmark, södra Sverige och upp till trakten av Dalälven samt längs de norska kusterna.

### Tunnackig yxa
Den tunnackiga yxan är en yxa som vanligtvis tillverkades av flinta, men enstaka kopior i andra bergarter förekommer också både i flintrika och flintfattiga områden. Den betraktas ofta som en arbetsyxa. De tillhör både slutet av den äldre trattbägarkulturen under tidigneolitikum och början av den yngre trattbägarkulturen under mellanneolitikum, grovt sett runt 3700–3200 f.Kr. De äldre typerna är generellt sett längre och bredare är den senare tjocknackiga yxan, samt har tunnare nacke. Den tunnackiga yxan var bland annat effektiv för skogsröjning och då troligen använd i samband med ringbarkning. Flera depåfynd av ofta överdrivet långa tunnackiga yxor har påträffats, men denna form är typisk för de äldsta typerna och inte alls för de yngre typerna. Dessa depåer har tolkats på olika sätt, dels som offer till högre makter och dels som varulager. De fick nära nog precis samma utbredning i Norden som föregående typ, det vill säga från nordligaste Tyskland upp mot Dalälven i Sverige, och från Gotland i öster till de norska kusten i väster.

### Tjocknackig yxa och tjocknackig mejsel
Detta är en yxa som är vanligtvis tillverkad av flinta, men enstaka kopior i andra bergarter förekommer även i områden som är rika på flinta och där flintyxor är vanliga. Nacken är betydligt tjockare än hos den äldre tunnackiga yxan. Den förekommer i slutfasen av trattbägarkulturen och kan indelas i två typer, varav den andra tycks ha varit samtida med att stridsyxekulturen etablerades i Norden. Grovt sett kan de dateras till tiden runt 3200–2900 f.Kr. och den första typen har samma utbredning som föregående typer, men detta förefaller inte alls gälla för den andra typen som var mer begränsad.
Under stridsyxekulturen fortsatte man med snarlika yxor, men deras flintyxor hade i regel en betydligt sämre kvalitet och var mindre i storlek och aningen osymmetriska. Dessutom var samtliga flintyxor tväreggade och relativt ofta håleggade, medan de samtida bergartsyxorna var räteggade, vilket också var fallet med de tidigare flintyxtyperna. En del av dessa flintyxor förekommer i den gropkeramiska kulturen och bör vara importerade. Till viss del är det skillnad på de yxor som tillhör den svensk-norska stridsyxekulturen och de som tillhör den jylländska motsvarigheten.
Under senneolitikum tillverkades ett mycket litet antal tjocknackiga flintyxor i södra Skandinavien, vilka alltid var räteggade och i en del fall hade utsvängd egg.
En variant inom trattbägarkulturen och stridsyxekulturen är de smala mejslarna som för övrigt var kopior av yxorna.

### Mångkantsyxa
Mångkantsyxan är en slags stridsyxa som tillhör den äldre delen av trattbägarkulturen under yngre stenålder och kan dateras till tiden runt 3050–3350 f.Kr. Den är vanligen av grönsten eller andra mer exklusiva bergarter och är försedd med skafthål, samt ofta olika typer av utmärkande särdrag, såsom utsvängd egg, välvd nackknopp, vinklad yxkropp, ränna och ås. De är bultade och har sedan slipats över hela ytan. Mångkantsyxan ses som en kopia av de centraleuropeiska kopparyxorna, men även i dessa områden förekommer mångkantsyxor av liknande slag. Spridningen i Norden följer kulturens gränser relativt väl.

### Dubbeleggad yxa
Den dubbeleggade stridsyxan är en skafthålsyxa från neolitikum som tillhör den senare delen av trattbägarkulturen eller tiden runt 3350–2900 f.Kr. Enstaka exemplar har importerats till den gropkeramiska kulturen. Den avslutande typen (typ D) förekommer främst runt Rügen i Tyskland och på Själland, samtidigt som stridsyxekulturen etablerades i omliggande områden. Yxan har en utsvängd egg som blev mycket framträdande hos de yngre typerna och fick då även ett utsvängt nackparti, men är inte i egentlig mening dubbeleggad, såsom hos de likartade typerna långt senare på de brittiska öarna och i Grekland. De dubbeleggade yxorna är alltid utarbetade ur hårda och homogena bergarter som till exempel porfyrit och de är dessutom fint slipad. Även dessa yxor förekommer inom hela trattbägarkulturens område.

### Stridsyxa (Båtyxa)
Båtyxa är den äldre benämningen på den svensk-norska stridsyxekulturens skafthålsyxa, som numera normalt kallas Stridsyxa. De senaste åren har stridsyxans syfte som vapen ifrågasatts, bland annat för att skafthålen ibland är för små för att kunna fästas på ett tillräckligt starkt skaft. Alternativt kan den ha tjänat ett ceremoniellt syfte och som identitetsmarkör för det övre skiktet i samhället. Liknande yxor förekom inom ett stort område av nordöstra Europa, men i detalj finns det tydliga skillnader mellan olika kulturområden.

### Enkel skafthålsyxa
Enkel skafthålsyxa är en yxa av bergart, ofta diabas, försedd med skafthål. Man skiljer mellan enkel (ibland även kallad simpel) skafthålsyxa av bergart och massiv skafthålsyxa av metall.
Den enkla skafthålsyxan är jämte trindyxan det vanligaste föremålet i Sydskandinavien. Den förstnämnda tillhör, till skillnad från den sistnämnda, den senare delen av yngre stenåldern och den inledande perioden av bronsåldern, grovt sett runt 2400-1500 f.Kr. Dess form varierar från långa och kraftiga till korta och klumpiga exemplar, samt är ofta skeva och osymmetriska. Antalet funna exemplar är mycket stort, till exempel har cirka 3000 påträffats bara i Uppland och Västergötland.

### Hagebyhögayxor
En sällsynt variant av enkla skafthålsyxor som håller en högre kvalitet och som i högre grad liknar de yngsta stridsyxorna, är Hagebyhögayxorna från Hagebyhöga socken som bör tillhöra tiden strax efter 2400 f.Kr.

### Rombyxor
Vid okänd tid under bronsåldern, men antydningsvis under den yngre delen, tillverkades ett relativt litet antal välgjorda och symmetriska skafthålsyxor av bergart, som går under benämningen rombyxor. Detta blev den sista typen av sten i Sverige.

## Yxor som förekommer under flera perioder

### Miniatyryxa
Miniatyryxan förekommer ibland i barngravar från stridsyxekulturen. Yxorna har möjligen tillverkats för och burits av pojkar som symbol för en stridsyxa i stort format[källa behövs]. Andra yxtyper kan också förekomma som miniatyrer.

### Trindyxa
Trindyxan är en grönstensyxa med oval eller trind profil. Endast eggen är slipad, resten av yxan oftast fint bultad. Trindyxan tillhör äldre stenålder, men förekommer också i stort antal under den äldre delen av yngre stenålder. Särskilt vanlig i Mellansverige och södra Norrland. Förekommer även ofta i östra Småland, på Gotland, i Bohuslän och Skåne. Är mera sällsynt i östra Danmark och i Finland, dock rätt så vanlig på gropkeramiska boplatser på Åland. Lösfynd kan sällan dateras till någon särskild period.

### Håleggad yxa
Håleggad yxa är en yxa med konkavt eggparti, som ett nutida håljärn. Yxor med hålegg kan vara av olika typ och förekomma under olika perioder. De dominerar stort hos stridsyxekulturen, men enstaka exemplar kan ses hos trindyxor och på några få flintyxor från slutskedet av trattbägarkulturen under yngre stenålder där de kan kallas jylländska håleggade och spetsnackiga flintyxor. Troligen användes yxorna för träarbete, bland annat som ett håljärn eller stämjärn.

## Galleri

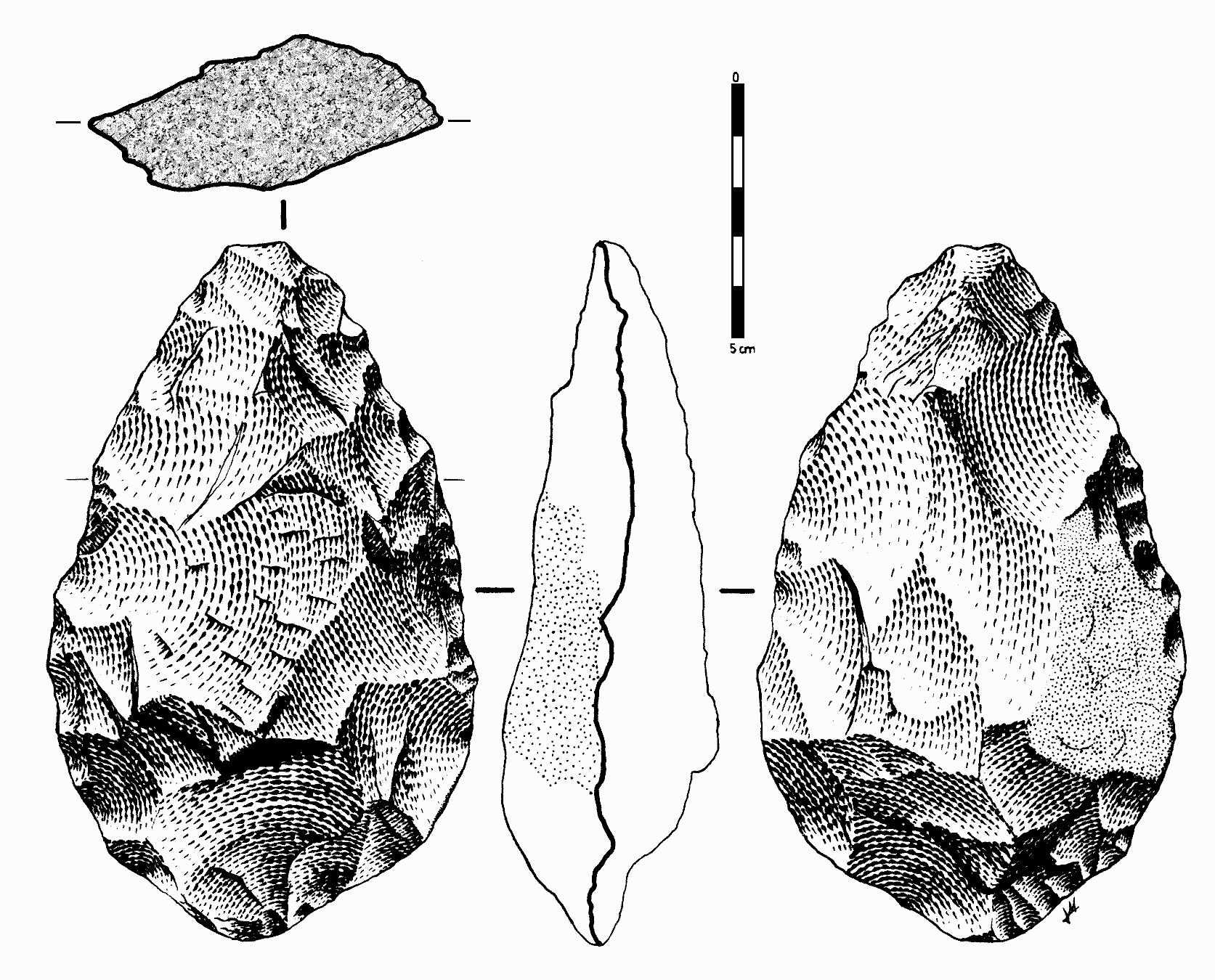
En handkil från Spanien
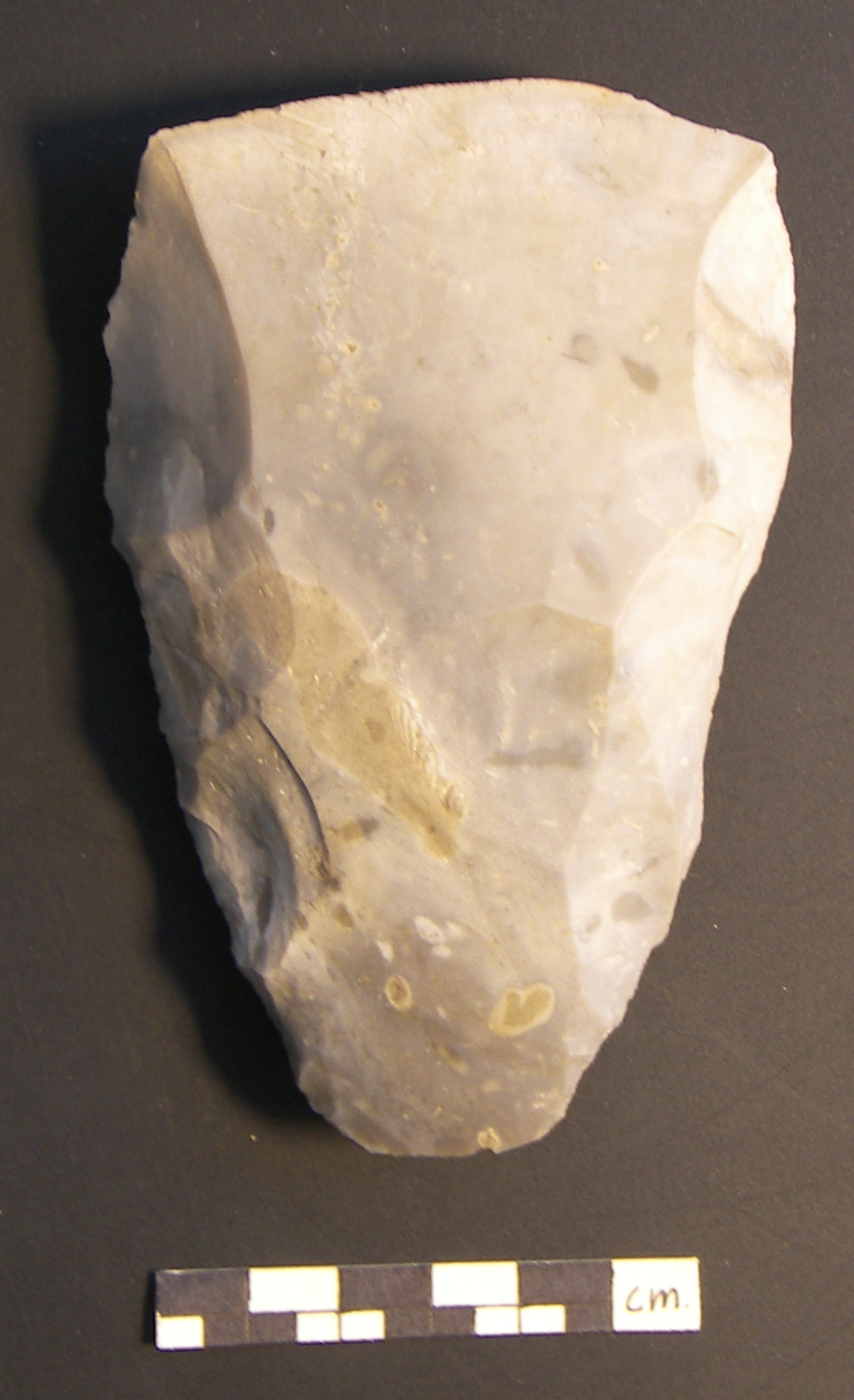
En reproduktion av en norsk skivyxa
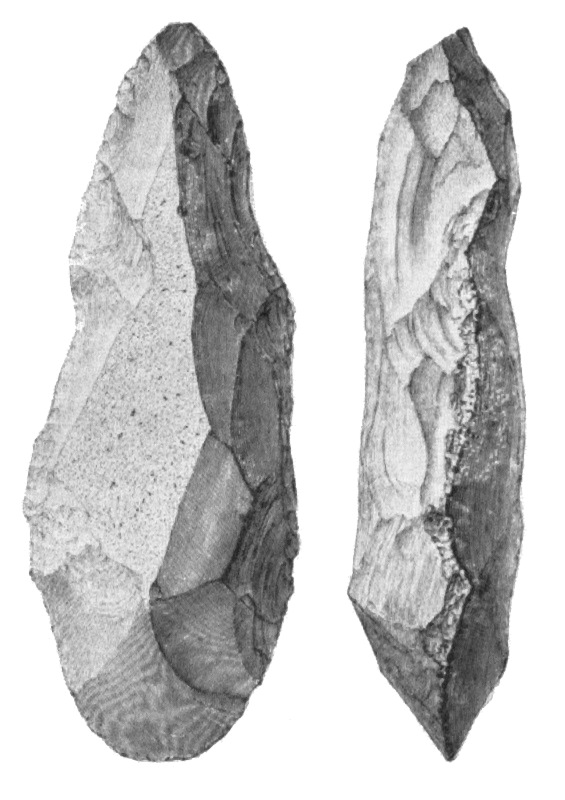
Kärnyxa, bild ur Nordisk familjebok
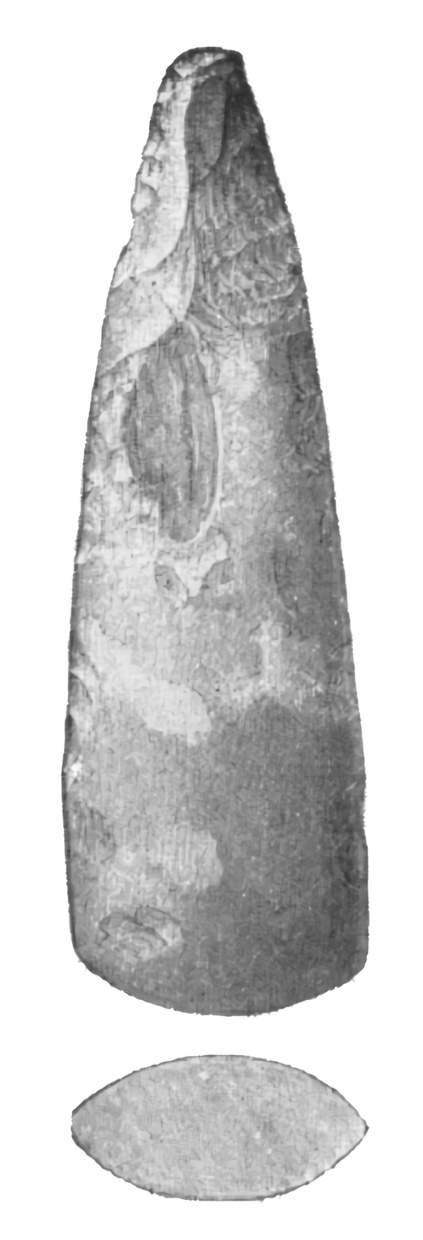
En spetsnackig yxa från Skåne
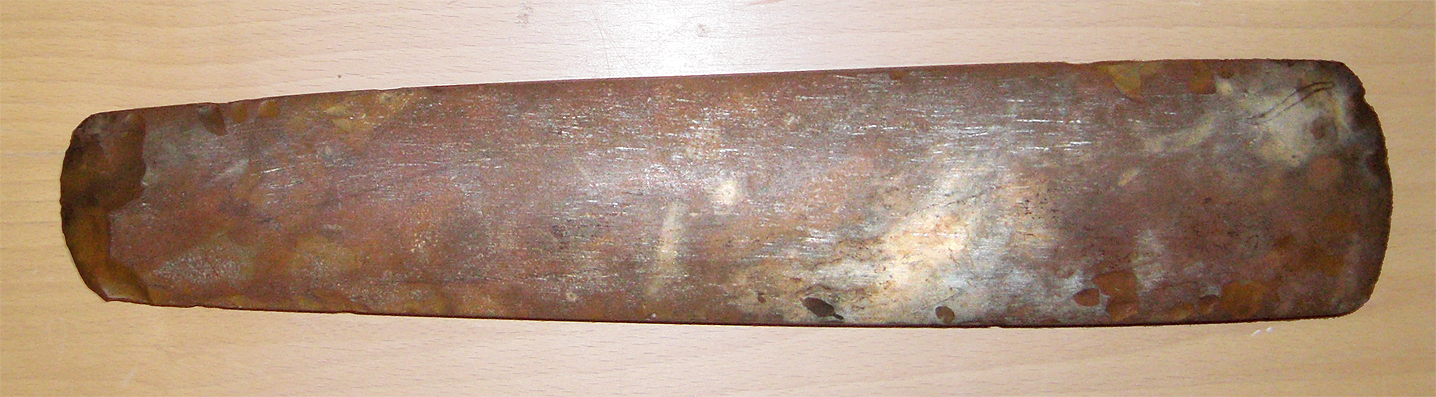
En slipad tunnackig yxa från Segerstads socken i Västergötland. Längden är 45,8 cm.
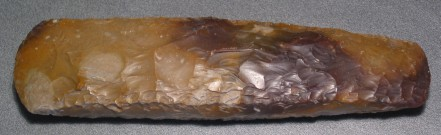
En oslipad tunnackig yxa från Tyskland
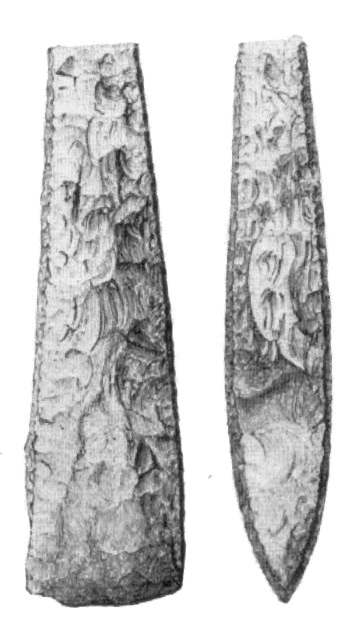
En tjocknackig yxa från Närke
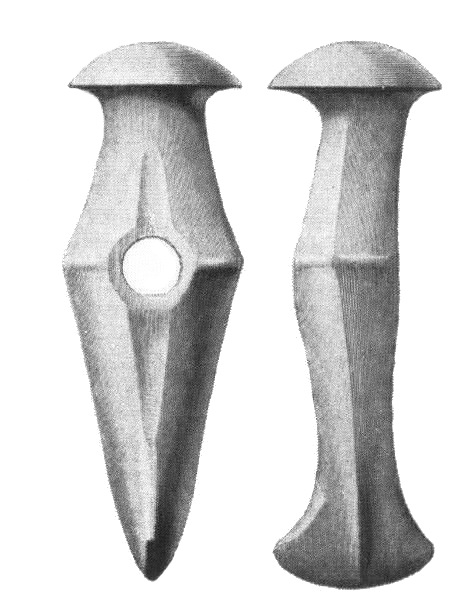
Mångkantsyxa från Dalarna
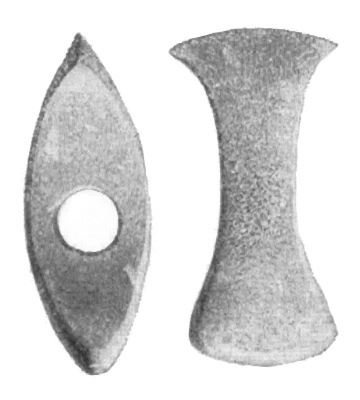
En dubbeleggad yxa från Öland
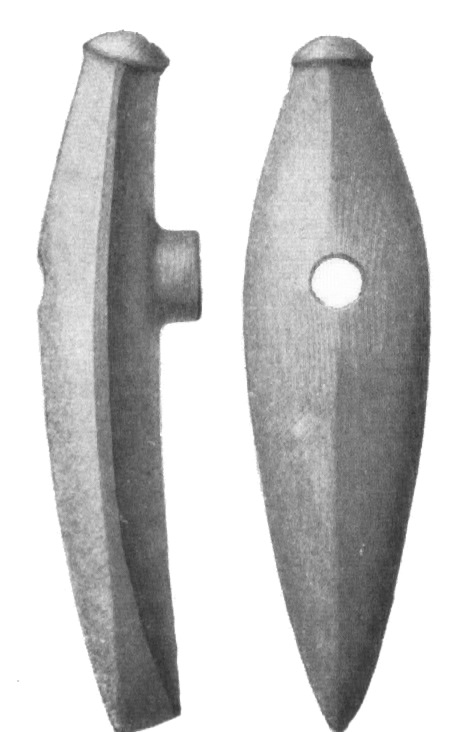
Båtyxa, bild ur Nordisk familjebok
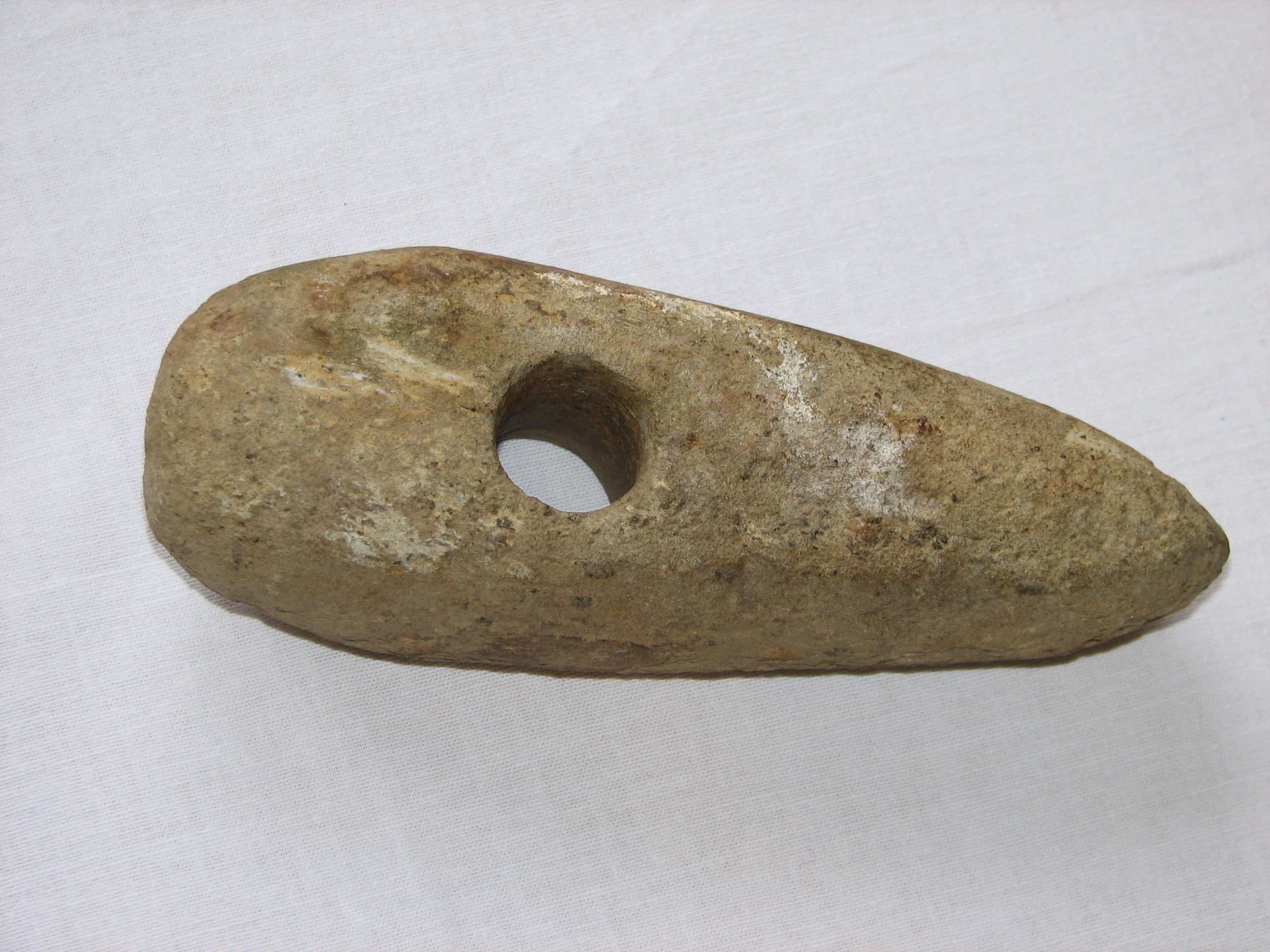
Enkel skafthålsyxa från Slovenien
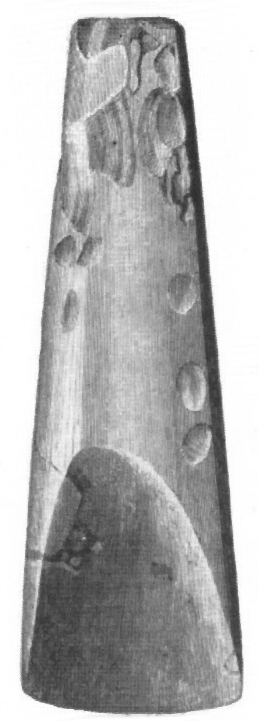
En håleggad flintyxa från Bohuslän
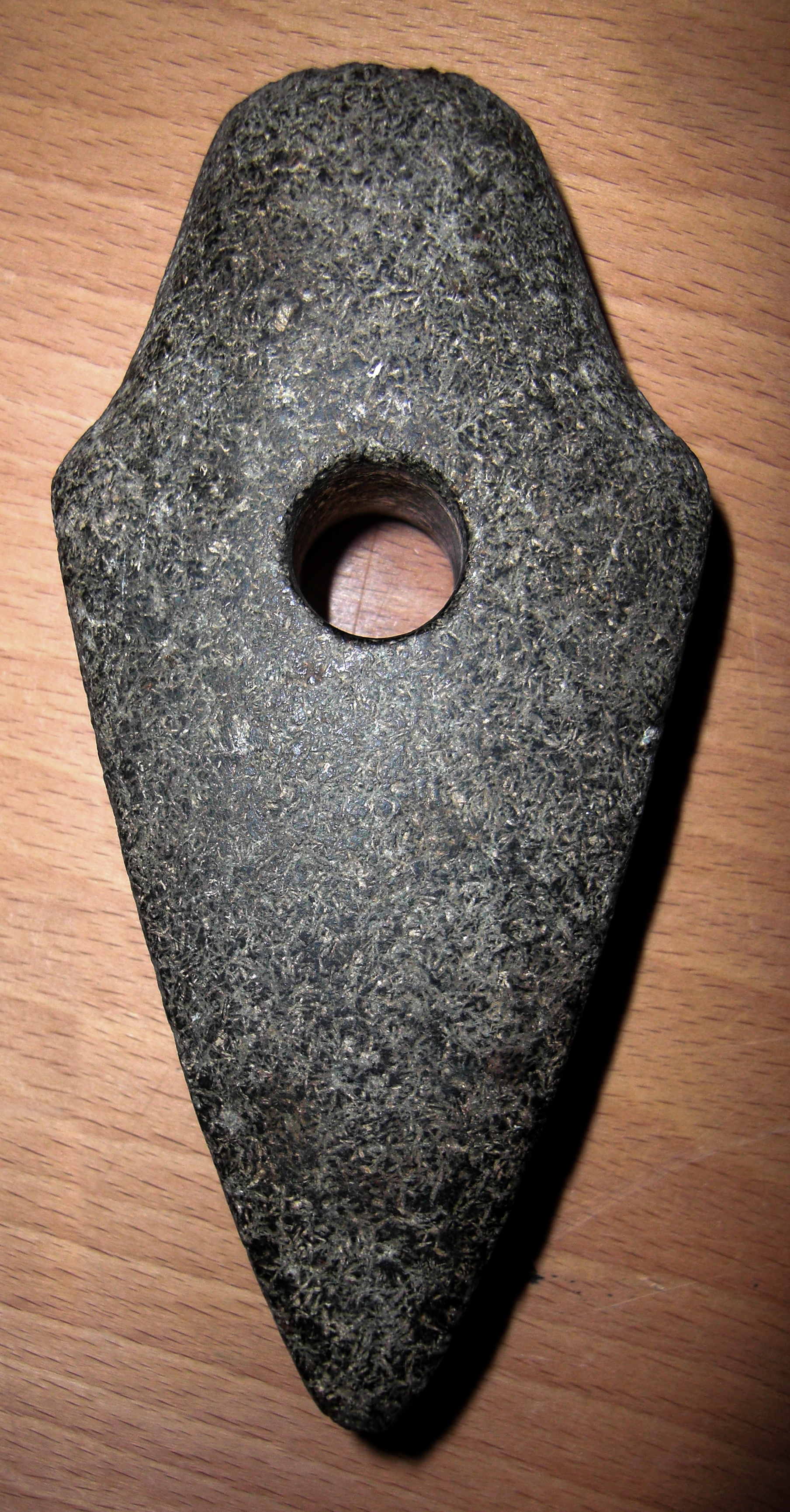
Rombisk skafthålsyxa från bronsåldern funnen i Taxinge i Södermanland.